# Edgar Towner
 (indiquez la date de pose grâce au paramètre date).
Edgar Thomas Towner, né le 19 avril 1890 à Blackall dans le Queensland et mort le 18 août 1972 à Longreach dans le même État, est un éleveur, militaire et géographe australien. Il est récipiendaire de la Croix de Victoria, la plus haute décoration pour bravoure « face à l'ennemi » qui peut être décernée aux membres des forces armées britanniques et du Commonwealth. Lieutenant de la Force impériale australienne pendant la Première Guerre mondiale, Edgar Towner reçoit la Croix de Victoria pour ses actions du 1er septembre 1918, lors d'une attaque sur le Mont Saint-Quentin sur le front occidental.
Né au sein d'une famille d'agriculteurs, il s'engage dans les Forces armées impériales australiennes en 1915. Affecté à la section de transport du 25e bataillon, il sert en Égypte jusqu'à ce que son unité soit envoyée sur le front occidental. Il est ensuite transféré au 2e bataillon de mitrailleuses, où il est nommé lieutenant et mentionné deux fois dans les dépêches pour ses qualités de chef. En juin 1918, il dirige une section de mitrailleuses lors d'une attaque près de Morlancourt et aide l'infanterie à atteindre ses objectifs sous un feu nourri, ce qui lui vaut la Croix militaire. En septembre, toujours à la tête d'une section de mitrailleuses, il participe à la contre-offensive qui brise les lignes allemandes à Mont-Saint-Quentin et à Péronne. Ayant combattu pendant trente heures après avoir été blessé, sa « bravoure remarquable, son esprit d'initiative et son dévouement au devoir » lui vaut la Croix de Victoria, qui lui est remise par le roi George V en avril 1919.
Démobilisé en août 1919, Edgar Towner retourne à l'agriculture dans le Queensland. Il est nommé directeur de la Russleigh Pastoral Company et se réengage brièvement pour servir pendant la Seconde Guerre mondiale, où il est promu major. Passionné de géographie, il reçoit la médaille d'or de la Fondation Dr Thomson en 1956 pour ses travaux géographiques. Célibataire, il meurt en 1972 à l'âge de 82 ans.

## Biographie

### Jeunesse
Edgar Thomas Towner naît le 19 avril 1890, à Glencoe Station près de Blackall dans le Queensland, il est le fils d'Edgar Thomas Towner, un éleveur, et de son épouse irlandaise Greta (née Herley). Il étudie à la Blackall State School et à Rockhampton, bien qu'il ait également reçu un enseignement privé de sa mère,. Après avoir quitté l'école, il travaille sur la propriété de pâturage de son père jusqu'en 1912, date à laquelle il acquiert ses propres terres. Il nomme la propriété "Valparaiso" et travaille à son développement jusqu'à l'éclatement de la Première Guerre mondiale.

### Première Guerre mondiale
Edgar Towner s'engage dans les Forces armées impériales australiennes le 4 janvier 1915. Affecté à la section de transport du 25e bataillon en tant que soldat, il embarque à bord du HMAT Aeneas à Brisbane le 29 juin, à destination de l'Égypte. Le navire de transport de troupes arrive en août et le bataillon passe le reste du mois à s'entraîner dans le désert avant d'être transféré dans la péninsule de Gallipoli. Edgar Towner, quant à lui, reste en Égypte avec les éléments de transport de l'armée.
Après l'évacuation de Gallipoli par les Alliés, le 25e bataillon retourne en Égypte en décembre 1915, où Edgar Towner rejoint ses rangs le 10 janvier 1916. Il est promu sergent le 1er février, avant de partir avec le bataillon à Alexandrie le mois suivant pour rejoindre le Corps expéditionnaire britannique sur le front occidental. Débarquant à Marseille, l'unité est le premier bataillon australien à arriver en France.

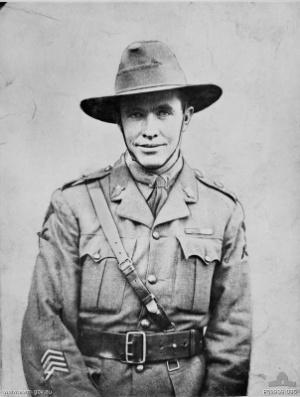
Lieutenant E. T. Towner c. 1918.

En juillet 1916, le 25e bataillon prend part à sa première action majeure sur le front occidental lors de la bataille de Pozières, dans le cadre de l'offensive de la Somme. Le bataillon subit 785 pertes entre le 25 juillet et le 7 août. Il est brièvement transféré dans un « secteur plus calme du front en Belgique » avant de retourner au combat dans la Somme en octobre. Le 3 novembre, Edgar Towner est transféré au Corps de mitrailleuses australien et affecté au 2e bataillon de mitrailleuses de la 2e division australienne, et est affecté à la compagnie de mitrailleuses de la 7e brigade. Il est nommé Second lieutenant quinze jours plus tard,, et prend le commandement de la section de transport du bataillon.
Edgar Towner est promu lieutenant le 24 février 1917 ; son service au sein de sa section de transport lui vaut des éloges pour son « « dévouement au devoir et son bon travail constant », et le 9 avril, il est cité dans les dépêches du Field marshal Sir Douglas Haig. Edgar Towner obtient l'autorisation de se rendre au Royaume-Uni en janvier 1918. Il reçoit une seconde Mention dans les dépêches le 7 avril 1918, dont la notification est publiée dans un supplément de la London Gazette le 28 mai.
Dans la nuit du 10 au 11 juin 1918, Edgar Towner commande une section de mitrailleuses lors d'une attaque au sud de Morlancourt. L'un des premiers à atteindre l'objectif, il déploie sa section et met ses canons en action « très rapidement ». En utilisant des mitrailleuses allemandes capturées, il augmente la puissance de feu de sa section et apporte son soutien à la compagnie située à sa droite alors qu'elle avance, s'empare et consolide sa position,. Au cours de la matinée du juin, l'un des postes tenus par l'infanterie australienne est détruit par l'artillerie allemande. Bravant les tirs des mitrailleuses et des tireurs embusqués, Edgar Towner sort en plein jour pour aider à réorganiser le poste. Cité pour son « attitude joyeuse et infatigable » et pour avoir « donné un exemple remarquable », il reçoit la Croix militaire pour ses actions. L'annonce de la distinction et la citation qui l'accompagne sont publiées dans un supplément du London Gazette le 24 septembre 1918.

#### Croix de Victoria
Le 1er septembre 1918, Edgar Towner commande la 3e section de la 7e compagnie de mitrailleurs lors d'une attaque contre le mont Saint-Quentin, près de Péronne. Équipée de quatre mitrailleuses Vickers, la section est rattachée au flanc droit du 24e bataillon d'infanterie australien, dont l'objectif principal est de s'emparer du sommet du Mont Saint-Quentin. Pour y parvenir, le bataillon doit traverser le village de Feuillaucourt avant de descendre vers la route de Péronne,. Les Australiens commencent leur avancée à 6 heures, protégés par un écran d'artillerie, la section d'Edgar Towner couvrant un front de 1 400 mètres,.